# Walterigalba
Walterigalba is een geslacht van weekdieren uit de klasse van de Gastropoda (slakken).

## Soort
- Walterigalba montanensis (F. C. Baker, 1913)